# Herbert Lippert (Mediziner)
Herbert Lippert (* 28. Juli 1930 in Horaschdowitz; † 22. April 2022 in Neustadt am Rübenberge) war ein deutscher Anatom.

## Leben
Lipperts Familie floh im September 1945 aus Böhmen nach Rosenheim. Herbert Lippert studierte von 1948 bis 1953 Medizin und während seiner Zeit als Assistenzarzt Psychologie. 1953 wurde er an der Universität München mit der Dissertation Die Sensation: Eine kulturpsychopathologische Studie zum Doktor der Medizin und 1959 mit Allgemeine Pharmakopsychologie zum Doktor der Philosophie promoviert. Von 1953 bis 1966 war er an der Universität München tätig, wo er 1962 mit der Schrift Die spätembryonale Entwicklung der Fußknochen des Menschen für Medizin habilitiert wurde. 1966 erhielt er einen Ruf an die Medizinische Hochschule Hannover, wo er zum Leiter der dortigen Abteilung für Funktionelle und Angewandte Anatomie wurde. 1992 wurde er emeritiert. 1983/84 war er Präsident der Anatomischen Gesellschaft.
Lippert war Autor zahlreicher Lehrbücher zur Anatomie und zu verwandten Themen. Er setzte sich für die Thematik einer „Anatomie am Lebenden“ ein, um einer „Dehumanisierung“ der späteren Ärzte entgegenzuwirken. Er begründete einen entsprechenden Kurs und veröffentlichte mehrere Bücher zum Thema.

## Veröffentlichungen (Auswahl)
- Die Sensation: Eine kulturpsychopathologische Studie. München 1953 (Dissertation).
- Allgemeine Pharmakopsychologie. Huber, Bern, Stuttgart 1957.
- Die spätembryonale Entwicklung der Fußknochen des Menschen. München 1962 (Habilitationsschrift).
- Arterienvarietäten. Urban & Schwarzenberg, München 1967.
- Anatomie: Text u. Atlas. Urban & Schwarzenberg, München 1975.
- SI-Einheiten in der Medizin. Einführung in das internationale Einheitensystem, Umrechnungstabellen, Normalbereiche. Urban & Schwarzenberg, München 1976.
- Das wissenschaftliche Manuskript. Urban & Schwarzenberg, München 1977.
- Anatomie kompakt. Springer, Berlin, Heidelberg 1982, ISBN 3-540-58040-9.
- Lehrbuch Anatomie. Erstauflage unter dem Titel Lehrbuch der Anatomie nach dem Gegenstandskatalog. Urban & Schwarzenberg, München 1982. 8. Auflage: Elsevier, München 2011, Sonderausgabe 2017, ISBN 978-3-437-42365-9.
- Die medizinische Dissertation. Urban & Schwarzenberg, München 1984.
- Die Inhumanität der Medizin und die Anatomie. In: Deutsches Ärzteblatt. Band 81, Nr. 36, 1984, S. 2540–2542.
- Von Kopf bis Fuss: Nutzen und Risiken von Operationen. Ein kritischer Ratgeber. Kiepenheuer & Witsch, Köln 1986.
- Anatomie am Lebenden: ein Übungsprogramm für Medizinstudenten. Springer, Berlin, Heidelberg 1994. Zweite Auflage: Anatomie am Krankenbett. Körperlicher Untersuchung und kleine Eingriffe. Unter Mitarbeit von Désirée Herbold und Wunna Lippert-Burmeister. Springer, Berlin 1997, ISBN 3-540-62622-0.
- Tafeln Leitungsbahnen des Menschen. Urban & Schwarzenberg, München 1993. 4. Auflage: Urban & Fischer, München 2006, ISBN 3-437-43221-4.
- mit Wunna Lippert-Burmester: Medizinische Fachsprache leicht gemacht. Schattauer, Stuttgart 1994, 6. Auflage: 2014, ISBN 978-3-7945-2979-7.
- mit Désirée Herbold und Wunna Lippert-Burmester: Anatomie [für Pflegeberufe]. Text und Atlas. 10. Auflage. Urban & Fischer, München 2017, ISBN 978-3-437-26183-1.